# Monument de Korenbloem
De Korenbloem is een monument in Deventer ter herinnering aan de Joodse burgers van Deventer die tijdens de Tweede Wereldoorlog door de Duitse bezetter gedeporteerd werden. Het bestaat uit een gedenkplaat van natuursteen.

## Ontwerp
De gedenkplaat is geplaatst op de hoekwoning van de Papenstraat en Ankersteeg in het Noordenbergkwartier. In reliëf zijn een davidster, een driedelige kandelaar en een anker afgebeeld. Daarnaast hangt onder de gedenkplaat een kleine plaquette met de volgende tekst:
GEDENKPLAAT TER HERINNERING AAN DE JONGE ZIONISTEN
DIE EEN TREFPUNT VONDEN IN HET VROEGERE KOFFIEHUIS
"DE KORENBLOEM". DIT KOFFIEHUIS WAS TEVENS
VERZAMELPLAATS VOOR JOODSE MEDEBURGERS DIE TIJDENS
DE TWEEDE WERELDOORLOG OP TRANSPORT WERDEN GESTELD.
SLECHTS EEN DEEL VAN HEN OVERLEEFDE DE OORLOG.
Het monument is op 15 november 1986 onthuld door Stichting Noordenbergkwartier in Deventer.

## Koffiehuis de Korenbloem
Op de plek waar het monument geplaatst is, stond vroeger koffiehuis de Korenbloem. Dit was een koffiehuis van de geheelonthoudersvereniging. Het werd voornamelijk gebruikt als weekendverblijf voor jonge Oost-Europese Joden die onderweg waren naar Palestina. Veel van deze Joden werden eerst bij boeren geplaatst zodat zij een vak konden leren voordat zij naar Palestina vertrokken. De afdeling van de Nederlandse Vereeniging van Palestina-pioniers in Deventer functioneerde vaak als bemiddelaar tussen deze boeren en de Oost-Europese Joden.

#### De Korenbloem tijdens de Tweede Wereldoorlog
Tijdens de Tweede Wereldoorlog werd de Korenbloem door de Duitse bezetter gebruikt als wachtkamer voor de Joodse burgers uit Deventer. Van daaruit werden zij weggevoerd naar verschillende concentratiekampen. Van de vijfhonderd Joden in Deventer kwamen er 401 om het leven. Een van de bekendste Joden uit Deventer die vervolgd werd tijdens de Tweede Wereldoorlog was Etty Hillesum. Zij kwam samen met haar familie om in Auschwitz in 1943.